# Vilém Kyral
Vilém Kyral (Parník (Česká Třebová), 16 augustus 1909 – Praag, 26 september 1961) was een Tsjechisch componist, muziekpedagoog en dirigent.

## Levensloop
Kyral kreeg van zijn vader, een koopman, handelaar, dirigent van het plaatselijke harmonieorkest, zijn eerste muziekles (muziektheorie en viool). Verder leerde hij het piano te bespelen bij Valerie Seidlova. Van 1924 tot 1928 kreeg hij verder muziekles op de muziekschool in Pardubice. Vervolgens studeerde hij orgel, viool, compositie, en orkestdirectie tot 1931 aan het Státní konservatori hudby v Praze in Praag bij onder andere Rudolf Reissig en behaalde zijn diploma's.
Hij werd muziekleraar aan het gymnasium in Česká Třebová, kapelmeester van het stedelijke harmonieorkest en dirigent van de Orchestrálního sdružení Smetana en van de zangvereniging Českotřebovského pěveckého spolku Bendl. Na de Tweede Wereldoorlog verhuisde hij naar Praag. Hij was daar geleidelijke culturele referent van de ÚRO (Centrale raad van de Tsjecho-Slowaakse vakbonden), dirigent van de Militaire muziekkapel van de Praagse garnizoen. Vanaf 1953 werd hij hoofdredacteur van de afdeling lichte muziek bij de Český rozhlas (Publieke omroep) (ČRo) en ook dirigent van het orkest van deze institutie (Orchestru Československého rozhlasu).
Later vertrok hij naar Kraslice het bakermat van de Tsjechische blaasinstrumentenproductie en zetel en productie van AMATI instrumenten. Hij werd dirigent van het harmonieorkest van het blaasinstrumentenbedrijf, dat in het verleden ook succesrijk heeft deelgenomen aan het Wereld Muziek Concours in Kerkrade.
Als componist schreef hij aanvankelijk lichte muziek voor harmonieorkest en blaaskapellen. Vooral de in 1936 gecomponeerde polka, die tien jaar later hernoemd werd in Brigádnická polka was heel succesrijk. Zijn latere werken zijn meestal authentieke stukken voor harmonieorkest zoals de Strahov 1948 mars, de Slavnostni predehra (Plechtige ouverture) en zijn driedelige suite Z rodného kraje, die hem in het binnen- en buitenland bekend maakten.

## Composities

### Werken voor orkest
- Slavnostni pochod, voor orkest
- Z rodného kraje, suite voor orkest

### Werken voor harmonieorkest
- 1936 Brigádnická polka
- 1947 Mařenka, mazurka
- 1948 Strahov 1948, mars
- 1950 Vesele vpřed, mars
- 1956 Veselí muzikanti, walslied
- 1956 Vinohradská, polka
- 1959 Sportovní pochod
- Les Hussards, wals
- Podzimní květy, wals
- Pohádka jara, wals
- Slavnostni predehra (Plechtige ouverture)
- Tanecni suita v 3/4 taktu (dansensuite in 3/4 maat)
- Z rodného kraje, suite voor harmonieorkest
  1. U Třebovských stěn
  2. V březině
  3. Na břehu Orlice